# Butterflies & Hurricanes
«Butterflies & Hurricanes» es una canción de Muse incluida en su tercer trabajo discográfico Absolution. Fue lanzada como sencillo el 20 de septiembre de 2004. Se trata de una canción de rock progresivo con un solo de piano como interludio.
Debido a su temática motivacional, la canción ha sido usada en varios programas de deportes de la BBC, como una versión de orquesta para el Sports Personality of the Year Award en 2005, o durante la cobertura del Six Nations championship de 2010. La canción también aparece como banda sonora principal del juego «Formula One 2005» de Sony Computer Entertainment y en el videojuego Need For Speed Most Wanted de Criterion Games.
«Butterflies and Hurricanes» fue más tarde dedicada al padre de Dominic Howard, quien falleció tras su actuación en el festival de Glastonbury 2004.

## Composición
La canción hace alusión directa, tanto en título como en letra, al conocido efecto mariposa de la Teoría del Caos de Edward Lorenz, al describir cómo pequeñas individualidades pueden marcar una gran diferencia, de forma similar a la que el leve aleteo de una mariposa lo puede hacer con la modificación de la trayectoria de un huracán. En este sentido, la letra de la canción motiva al oyente a seguir adelante, pues hasta el cambio más pequeño puede alterar el flujo de la historia. 
En el vídeo del making of de Showbiz aparece un joven Matt Bellamy tocando algunos de los acordes de «Butterflies and Hurricanes» al piano, por lo que se calcula que la canción, o la idea tras de esta, ya existía desde, por lo menos, 1999.
Es destacable la notable influencia de Serguéi Rajmáninov en el solo de piano.
Hay numerosas versiones de “Butterflies & Hurricanes”. Para la versión de estudio original, la introducción y las partes con letra fueron interpretadas con un teclado. La banda modificó la canción para adaptarla a guitarra durante la gira «Absolution», incluyendo un mayor solo previo al intermedio de piano y un relleno con el bajo para cubrir el paso de Matt Bellamy desde el piano a la guitarra. La versión del sencillo contiene ambas versiones de piano y guitarra, pero perdiendo el solo de guitarra y acortando el intermedio de piano, resultando una duración de 4:48, en lugar del 5:01 inicial. Finalmente, el corte de radio del sencillo opta por omitir por completo el intermedio de piano, dejando la duración del tema en 4:12. 

## Vídeo musical
El videoclip de la canción consta de diferentes interpretaciones de «Butterflies and Hurricanes» durante la gira «Absolution» con efectos de color y combinadas con imágenes del Coliseo de Roma. 

## Lista de canciones

### CD
1. «Butterflies &Hurricanes» (Versión sencillo) - 4:48
2. «Sing for Absolution» (Vivo Acústico Radio 2) - 4:28

### Limpio Vinilo 7"
1. «Butterflies & Hurricanes» (full length) - 5:01
2. «Butterflies & Hurricanes» (Glastonbury 2004)

### DVD
1. «Butterflies & Hurricanes» - 4:48
2. «Butterflies & Hurricanes» video - 4:48
3. The Groove in the States video - 9:51
4. Raw video footage

### Promo CD
1. «Butterflies & Hurricanes» (radio edit) - 4:12
2. «Butterflies & Hurricanes»